# Istočna Pruska
Istočna Pruska (standardni njemački : Ostpreußen, niskonjemački:Oostpreußen) je pokrajina bivše njemačke države Pruske. Pokrivala je 1937. godine površinu od 36 993,9 km ² i imala preko dva milijuna, uglavnom njemačkih stanovnika.
Glavni grad Istočne Pruske bio je Königsberg, današnji Kalinjingrad, s oko 372.000 njemačkih stanovnika (1939.) odn. današnjih 425 tisuća ruskih.
Istočna Pruska do 1945. bila je sjevernoistočni krajnji dio Njemačke. Odlukom Saveznika u Drugom svjetskom ratu pokrajina je podijeljena između Poljske i Sovjetskog Saveza. Njemačko stanovništvo tada je istjerano, a naseljena je ljudima iz Sovjetskog Saveza i protjeranim Poljacima i Ukrajincima iz oblasti koje su poslije 1945. pripali Sovjetskom Savezu.
Danas se pokrajina dijeli na kalinjingradsku oblast koja pripada Ruskoj Federaciji, i dijelovima Varminsko-Mazurskog vojvodstva u Poljskoj. 